# 北之丸公園
北之丸公園（日语：／ Kitanomaru-kōen */?）是日本東京都千代田区的町名之一，名稱源自下文介紹的同名公園。郵遞區號為102-0091。

## 北之丸公園（公園）
北之丸公園是位於日本東京都千代田区北之丸公園（地區）的國民公園。如其名所言，位於江戶城北之丸範圍。公園有大量舊江戶城遺跡（如田安門、清水門等重要文化財產），與皇居東御苑、皇居外苑和日比谷公園並稱為都會的綠洲。

### 歷史
最初為太田道灌建築江戶城時，祭祀關東守護神（舊田安明神）的築土神社舊址，之後在德川家康入府時，本地為關東代官內藤清成的屋敷所在地，因而稱為「代官町」。
之後為德川忠長與德川綱重屋敷地，和德川氏御三卿田安德川家與清水德川家上屋敷用地，敷地内有倉庫用地、植池御用地、馬場等設施。
維新後，明治政府在此設置近衛師團營地（現在的東京國立近代美術館工藝館改建自近衛師團司令部）。
戰後，1946年（昭和21年）東京特別都市計劃決定整備皇居周邊的綠地，拆除舊近衛連隊等多項建物。1963年（昭和38年），建設省整修此地為森林公園，1967年（昭和42年）實施住居表示改稱為「北之丸公園」。1969年（昭和44年）昭和天皇為慶祝六十大壽開園。之後由厚生省管理，現在為環境省管理的國民公園。

## 北之丸公園（町名）

### 地理
河川、橋
- 竹橋

坂名
- 紀伊國坂

### 歷史
過去稱為代官町，1967年（昭和42年）實施住居表示，正式町名為「千代田區北之丸公園」。代官町的名稱目前仍存在於首都高速道路出入口名。

### 町名由來
來自此地的「北之丸公園」。

### 地域
西側為遊艇碼頭與千鳥淵公園（千鳥淵戰死者墓苑在三番町）。住居表示的街区分為1番至6番，其中4番內有警視廳第一機動隊，5番內有宮内廳代官町宿舎，6番有皇宮警察宿舎。2015年2月1日止的人口為646人。
- 氣象廳百葉箱（預定2013年從大手町廳舍轉移設備）

機關
- 警視廳 第一機動隊（日语：機動隊）
- 皇宮警察 北之丸宿舎
- 國立公文書館

### 觀光
景點、古蹟
- 科學技術館
- 東京國立近代美術館
- 日本武道館
- 吉田茂銅像[2]

### 交通
首都高速道路、出入口
- 首都高速都心環狀線
- 北之丸出口
- 代官町出入口

## 交通方式
- 竹橋站步行5分，九段下站步行徒歩5分。
- 停車場（小型車3小時400圓，之後每1小時100圓。夜間關閉）

第一停車場 - 小型車145台
第二停車場 - 小型車107台
第三停車場 - 小型車260台

## 照片

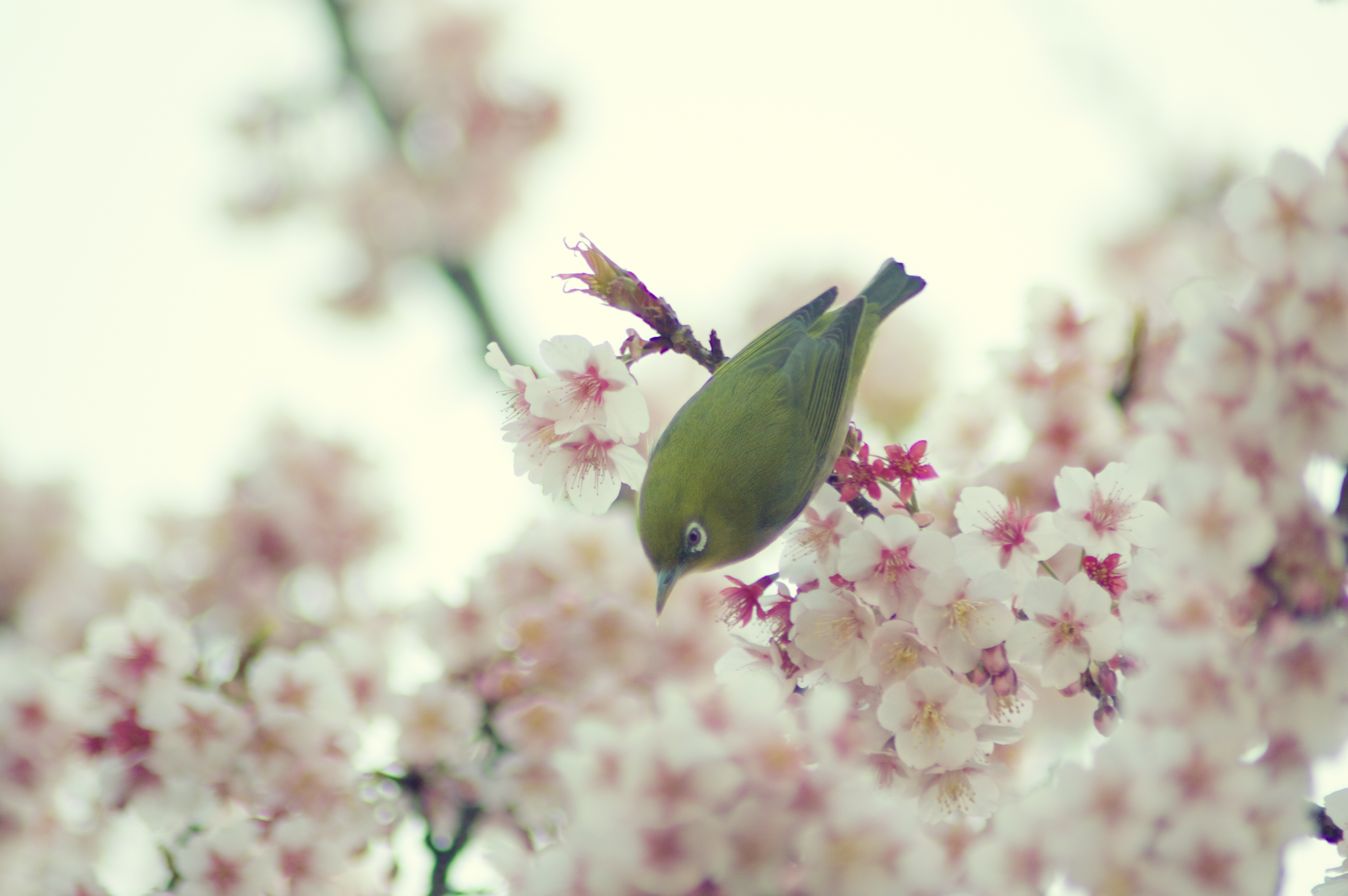
北之丸公園梅花
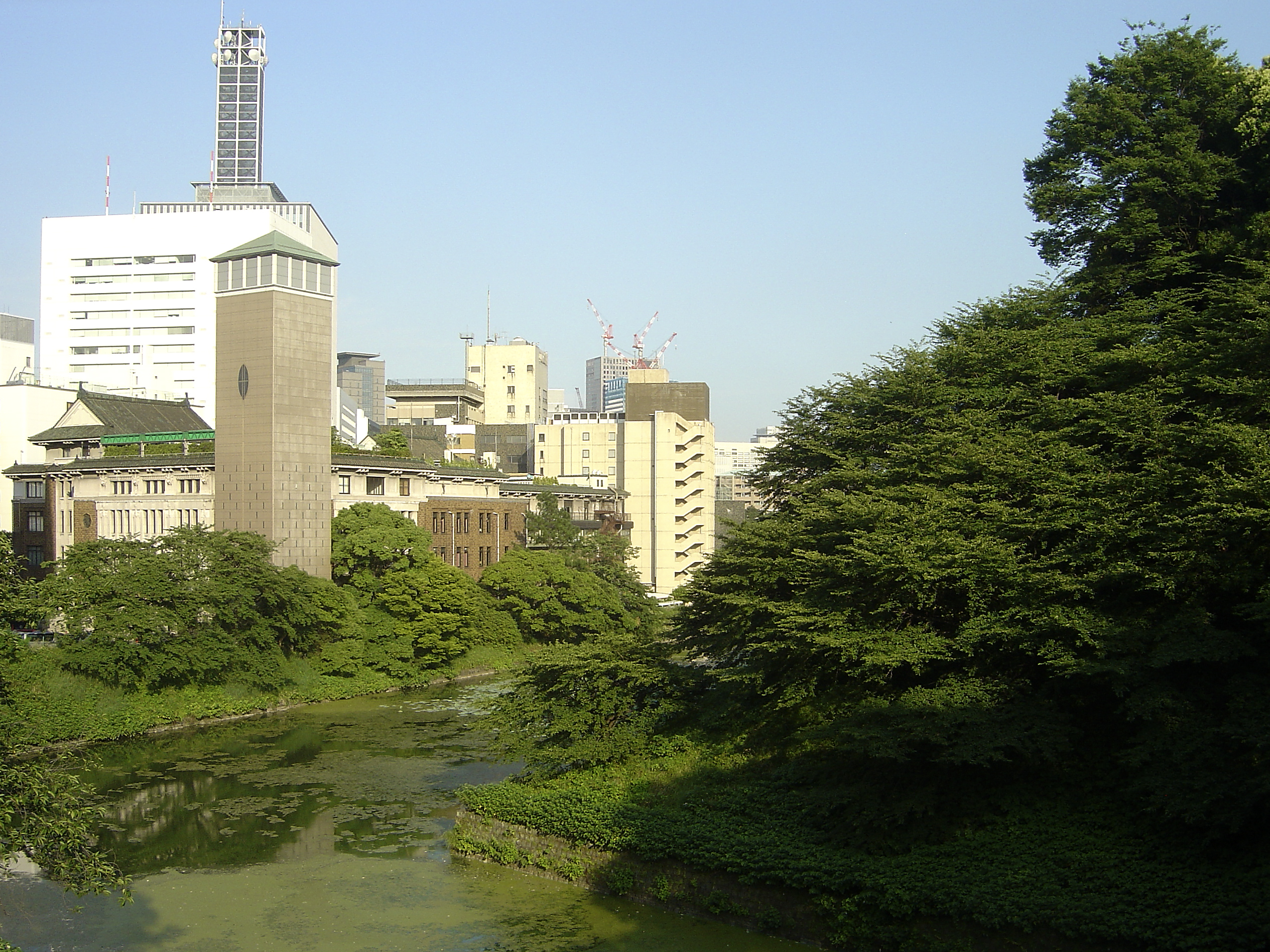
田安門遙望九段會館
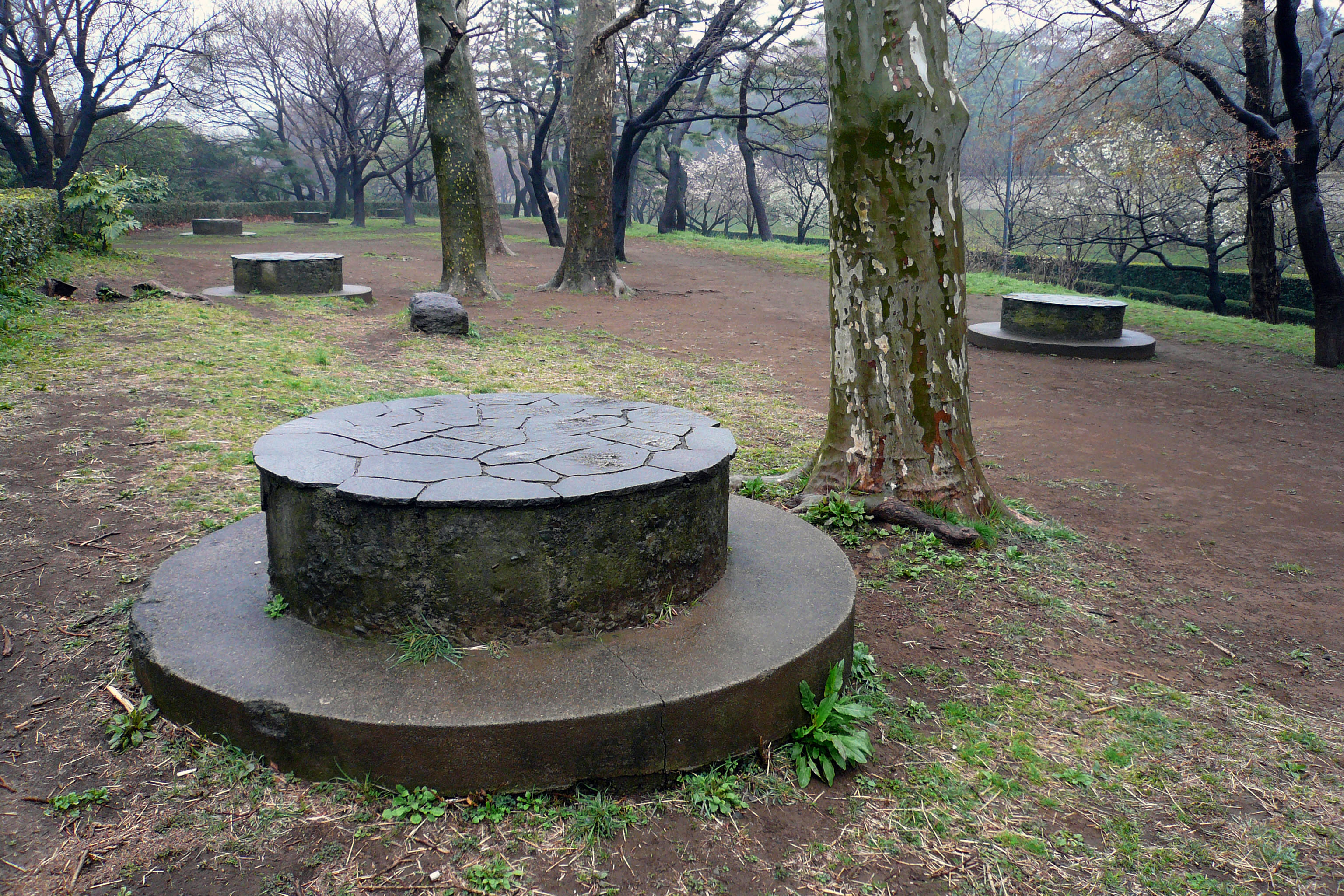
北之丸公園内B-29超級堡壘轟炸機迎撃用高射炮台座跡
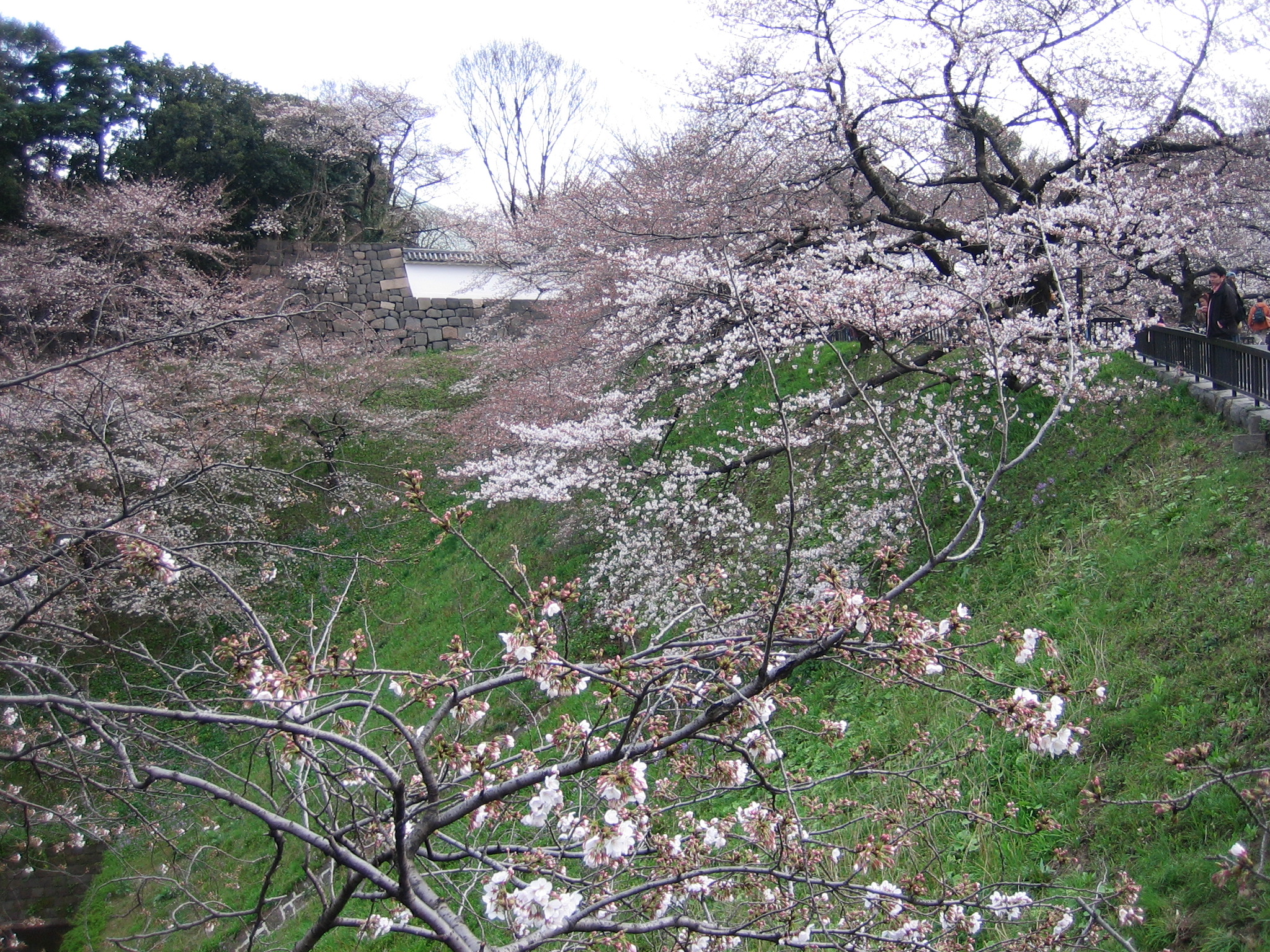
千鳥淵附近的樱花
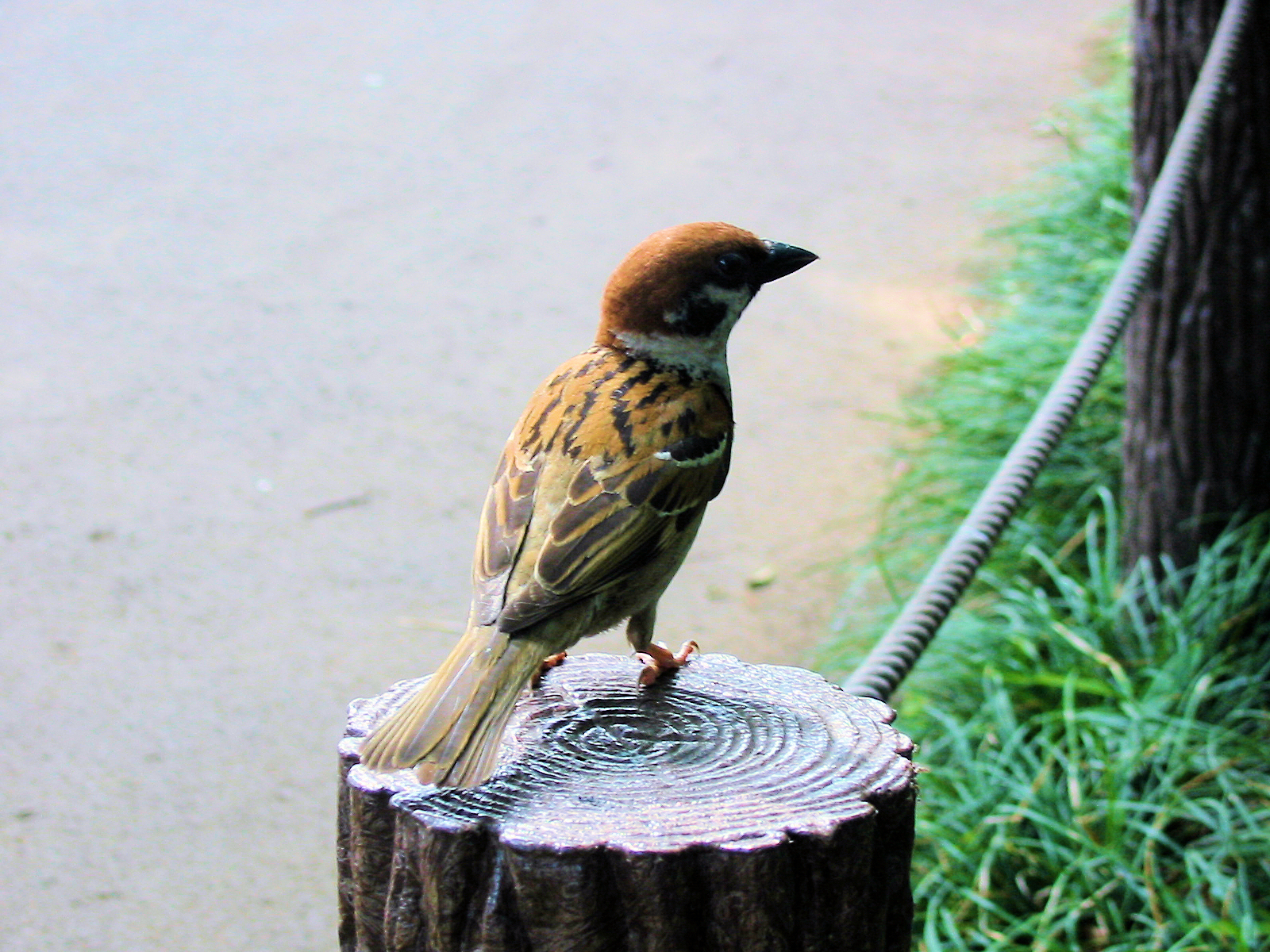
麻雀
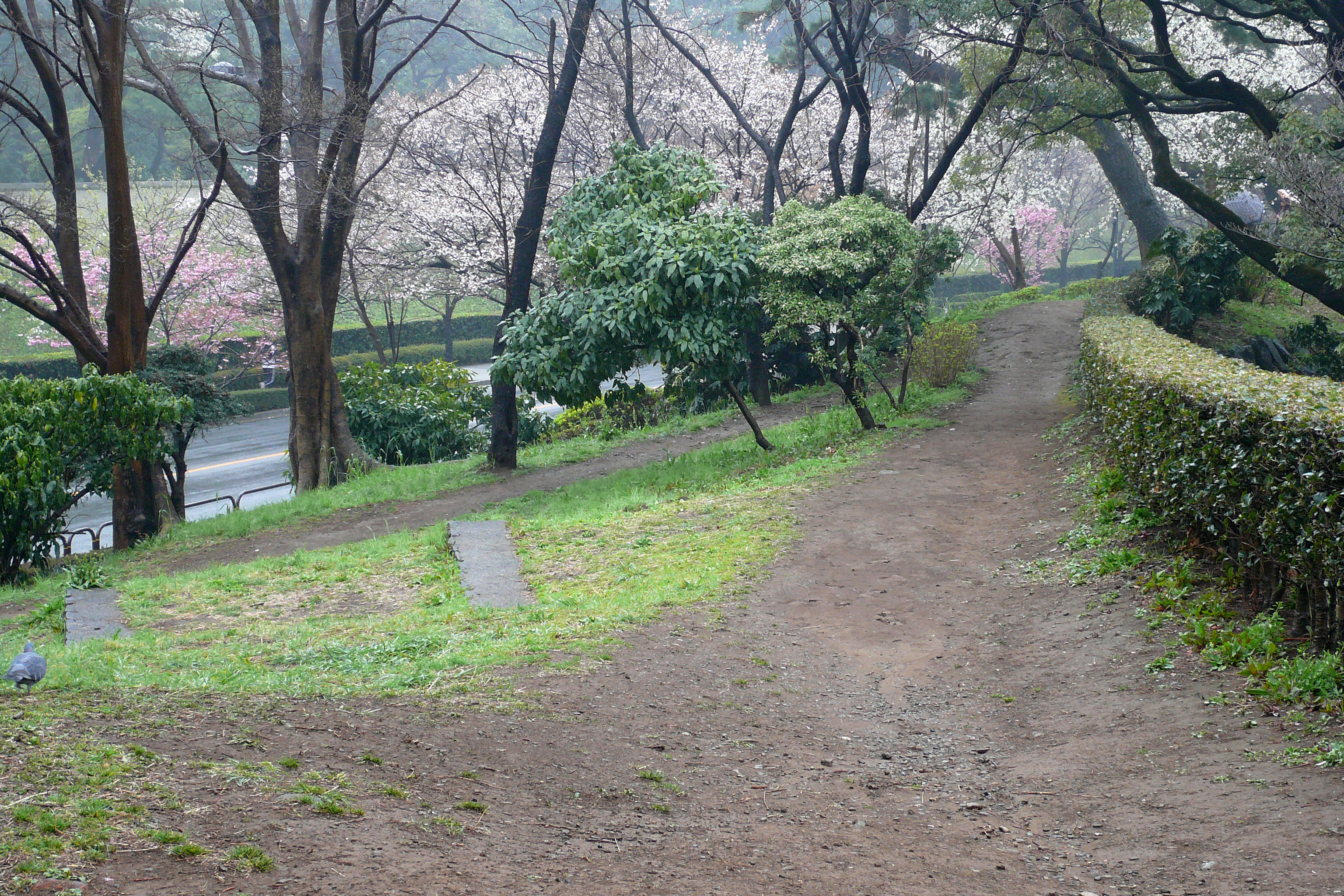
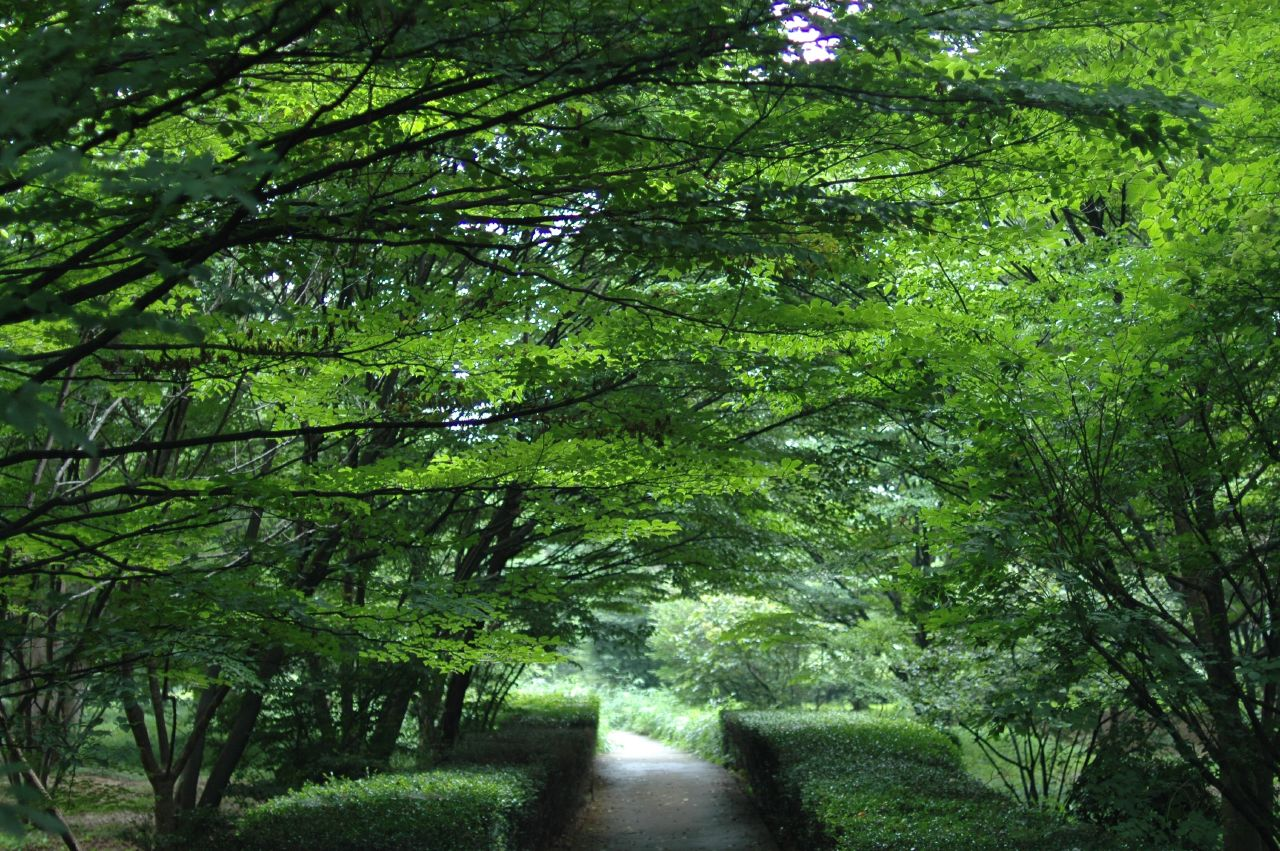
夏天的北之丸
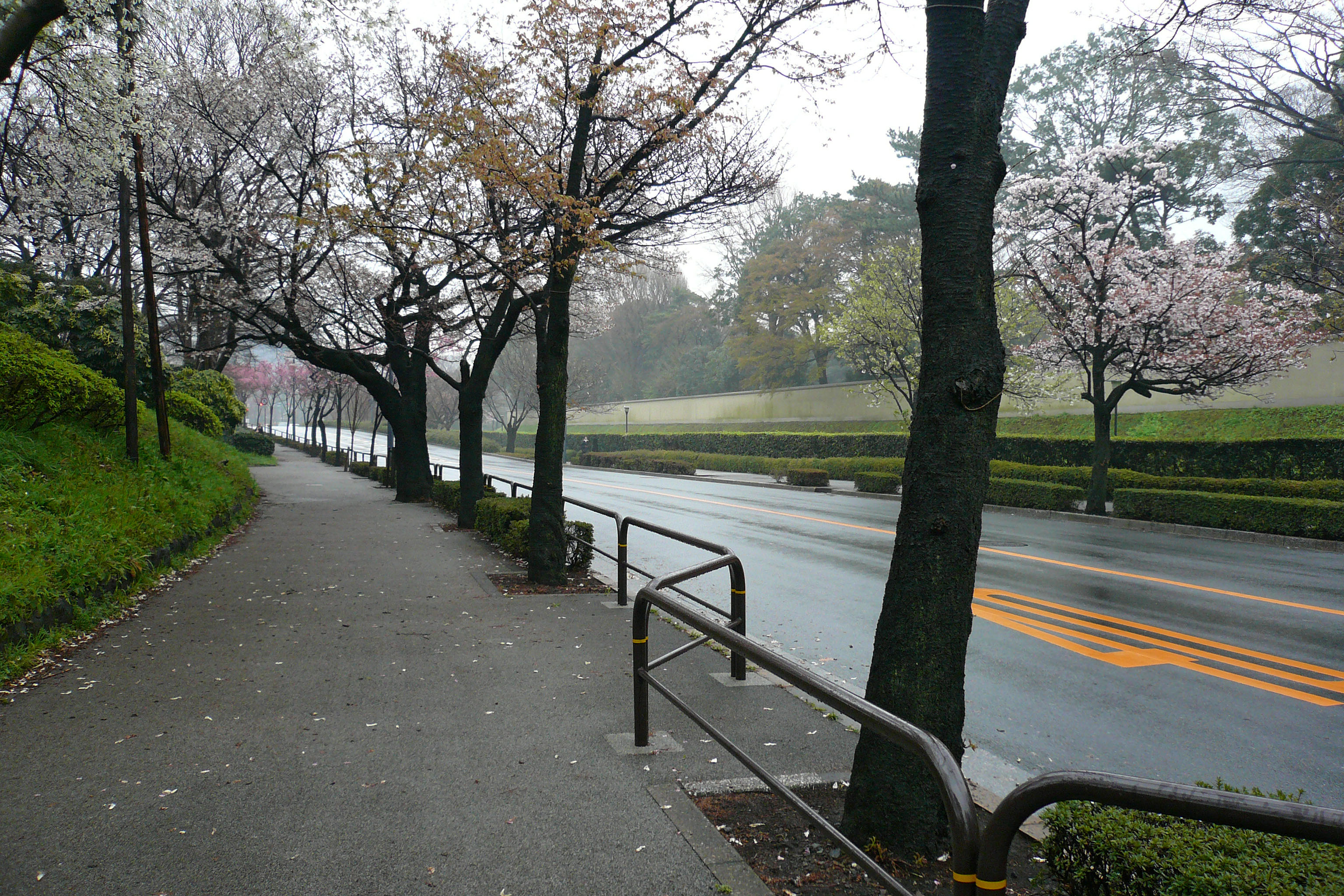
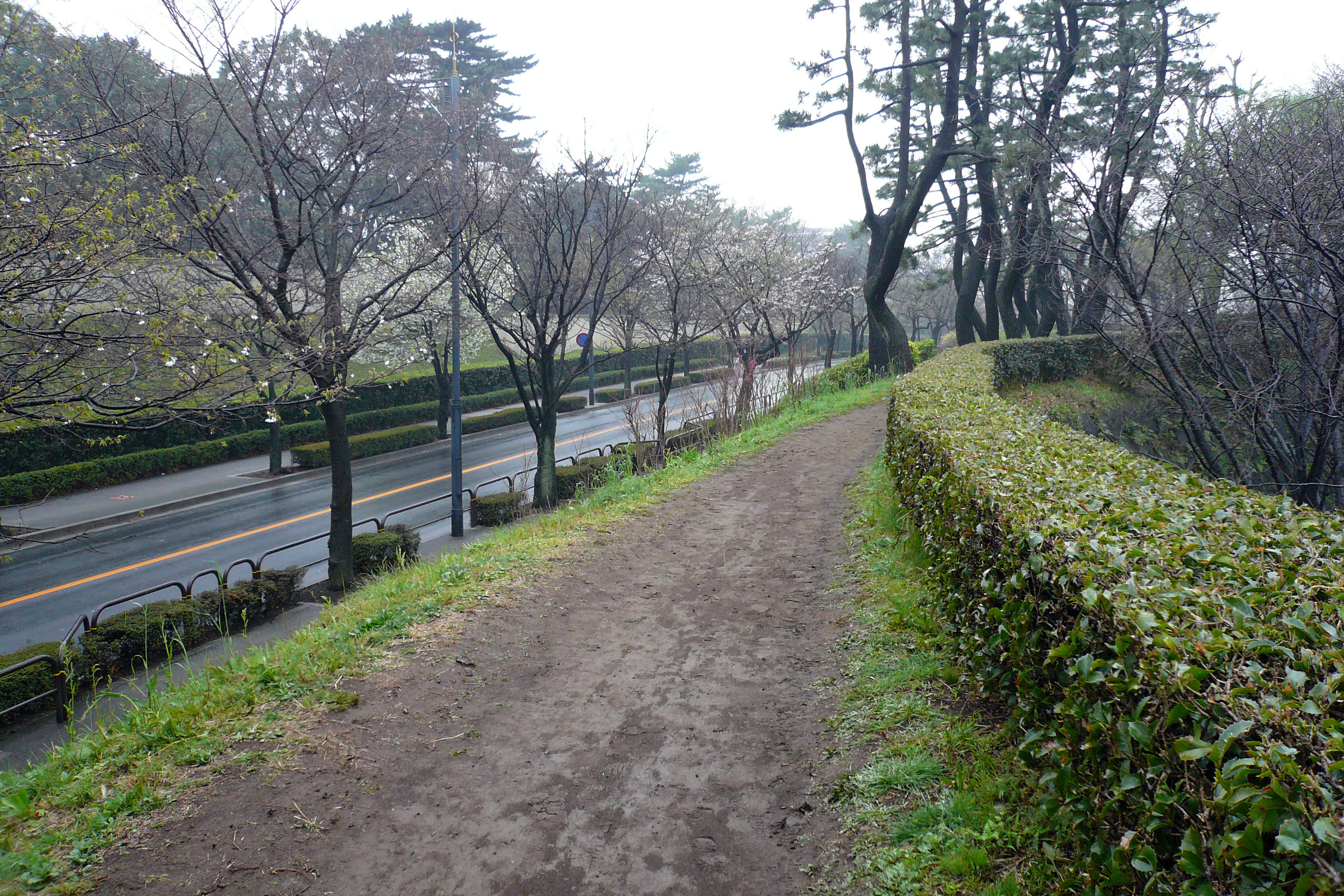
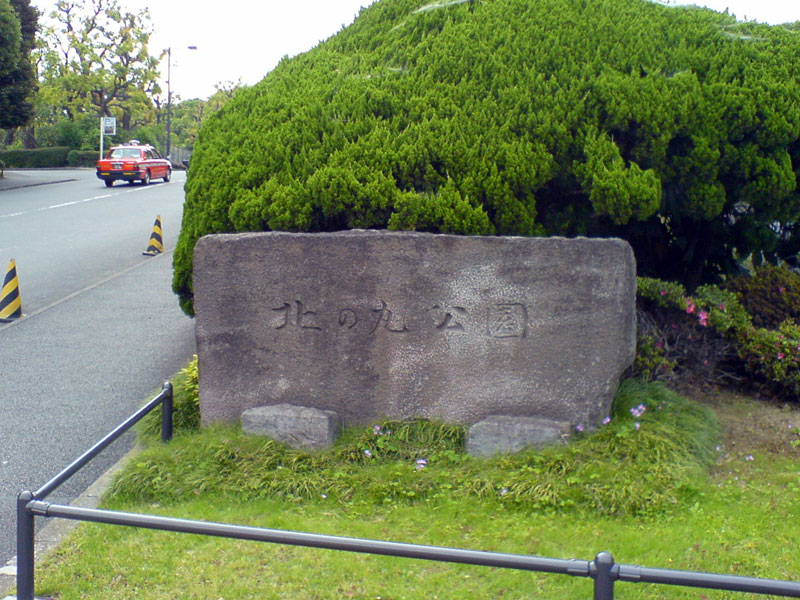
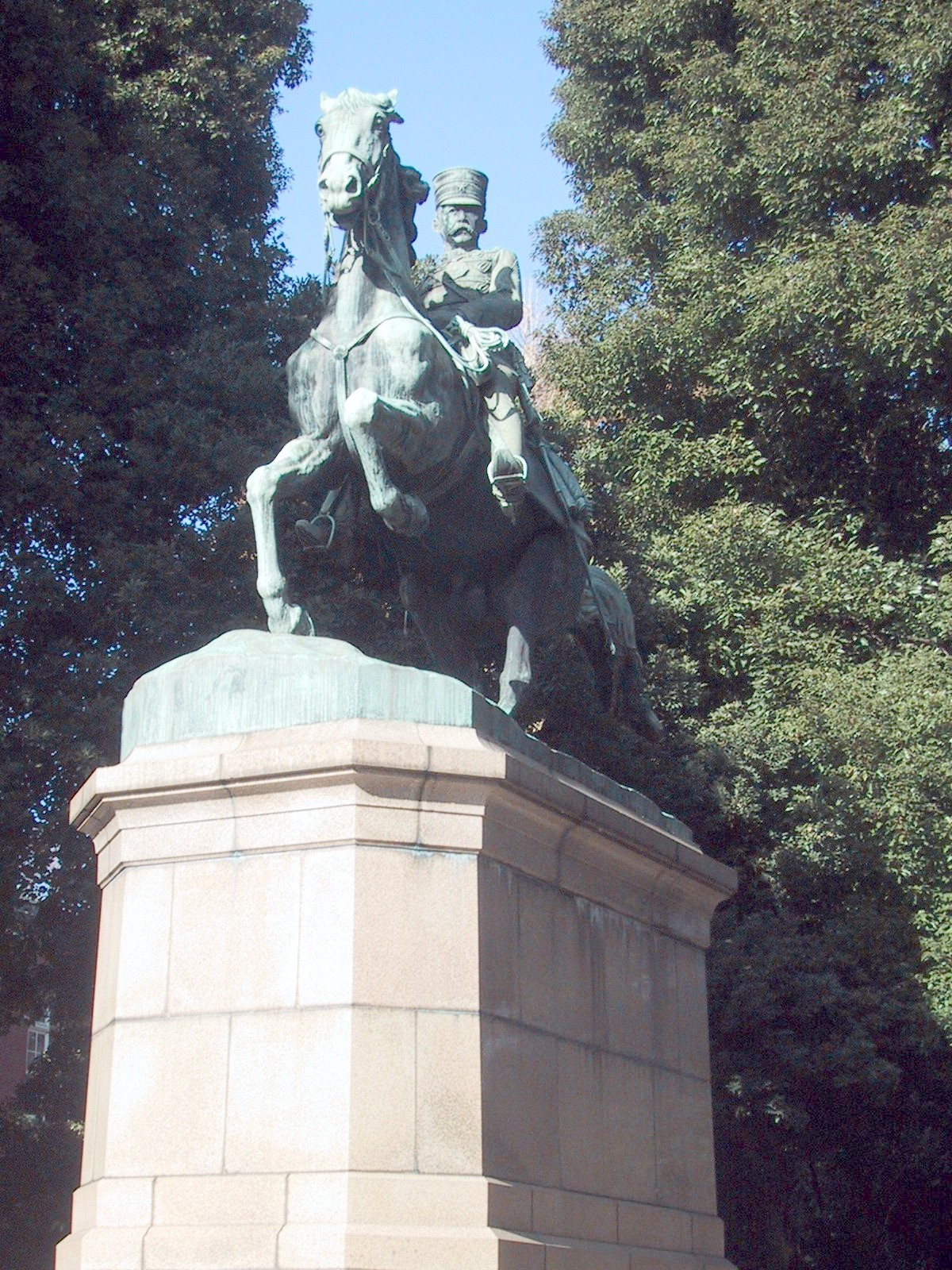
北白川宮能久親王銅像
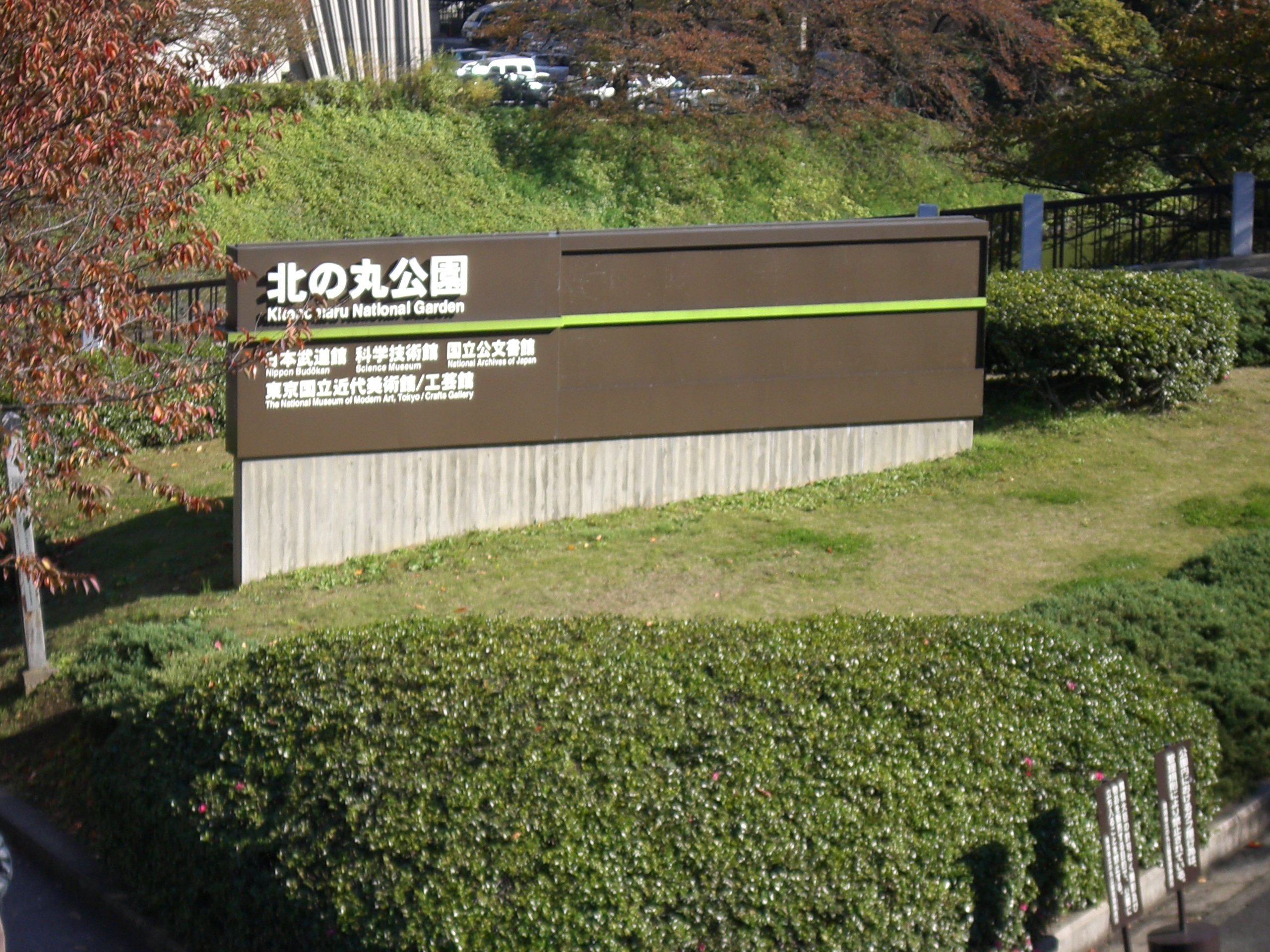
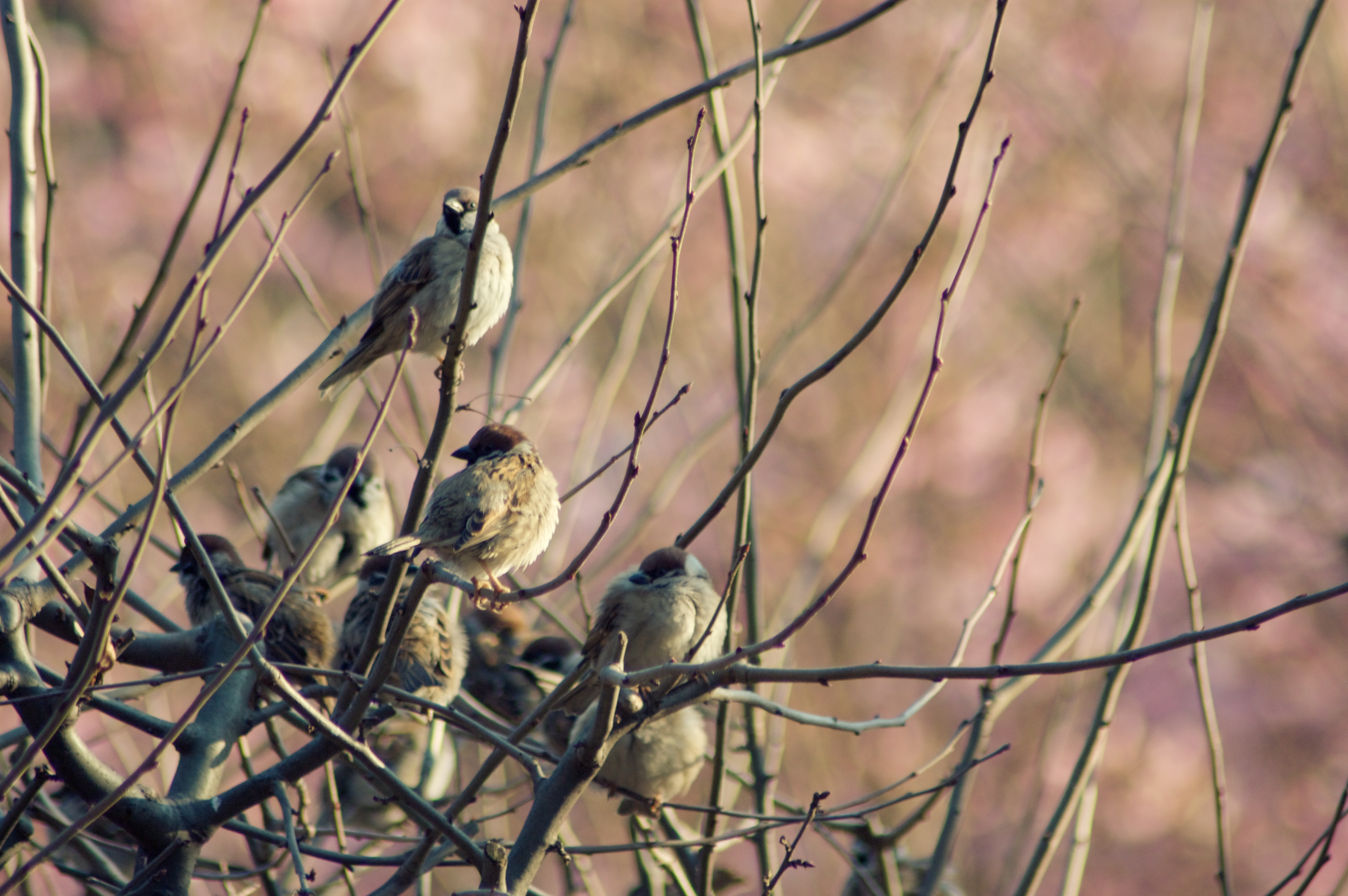
麻雀
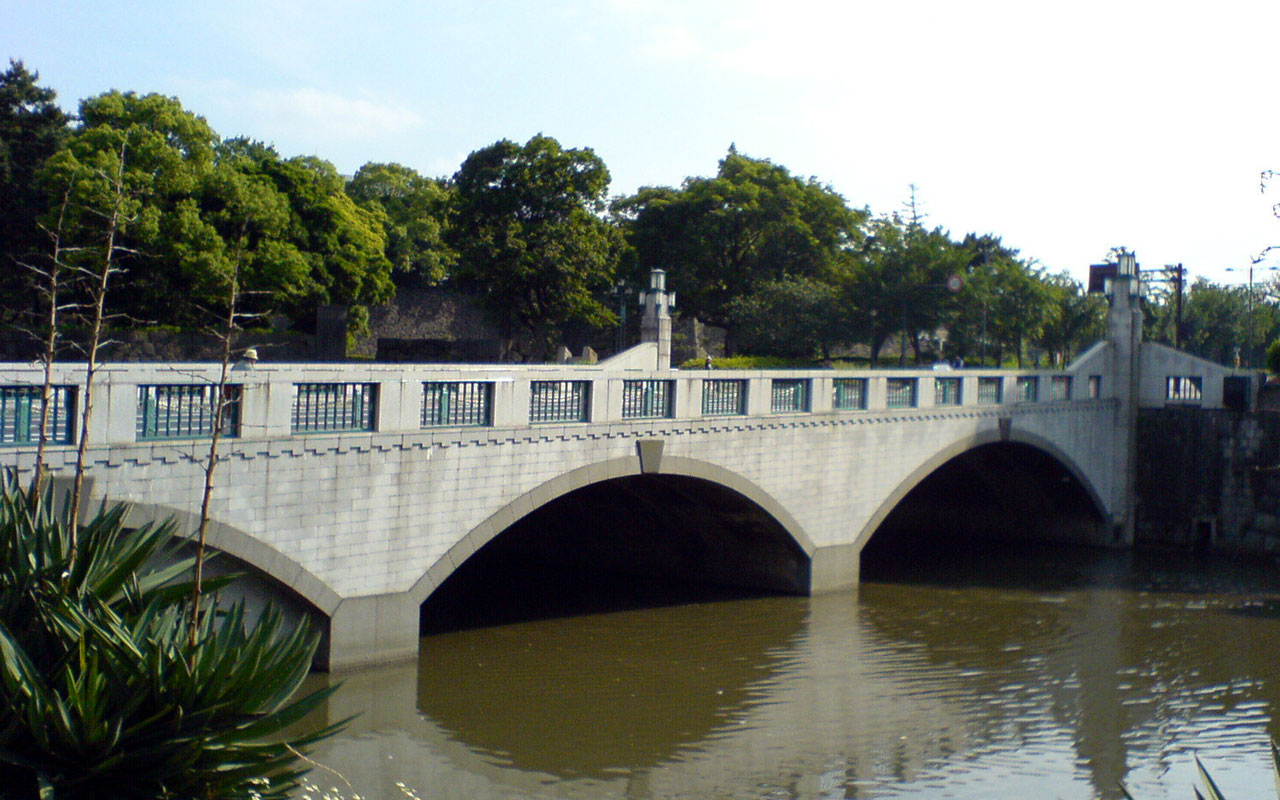
竹桥

## 備註
1. ↑  .   [2015-02-22]. （原始内容存档于2015-02-22）.
2. ↑  吉田茂像（北の丸公園）[永久] 千代田遺産

## 外部連結
- 皇居外苑
- 東京國立近代美術館 （页面存档备份，存于）
- 築土神社（北之丸公園的氏神）
- 日本武道館